# Mount Cardinall
Mount Cardinall ist ein 675 m (nach Angaben des UK Antarctic Place-Names Committee 680 m) hoher und kegelförmiger Berg im Norden des Grahamland auf der Antarktischen Halbinsel. Auf der Trinity-Halbinsel ragt er am nordöstlichen Kopfende der Duse Bay unmittelbar südwestlich des Mount Taylor auf.
Eine von Johan Gunnar Andersson geführte Mannschaft entdeckte ihn im Zuge der Schwedischen Antarktisexpedition (1901–1903) unter der Leitung Otto Nordenskjölds. Der Falkland Islands Dependencies Survey nahm 1945 die Kartierung und die Benennung vor. Namensgeber ist Allan Wolsey Cardinall (1887–1956), Gouverneur der Falklandinseln von 1941 bis 1946.